# Los singles
Los singles es un álbum que publicó la banda de rock Barricada en 1995, es una recopilación de los sencillos de sus discos anteriores. Además, también incluía los dos temas anteriormente censurados por la discográfica: «Bahía de Pasaia» y «En nombre de Dios».

## Lista de canciones
1. Esta es una noche de Rock&Roll - 5:00
2. Noche en la ciudad - 3:21
3. Lentejuelas - 4:16
4. Ocupación - 3:00
5. Písale - 2:50
6. Todos mirando - 3:17
7. No sé que hacer contigo - 1:56
8. Rojo - 3:01
9. Bajo control - 3:51
10. Animal caliente - 3:10
11. Patinazo - 2:23
12. Tan fácil - 3:24
13. Correr a ciegas - 4:00
14. No hay tregua - 3:04
15. Por salir corriendo - 3:02
16. Bahía de Pasaia - 3:00
17. Tentando a la suerte - 3:12
18. En blanco y negro - 4:06
19. Deja que esto no acabe nunca - 3:56
20. Haz lo que quieras (tu cuerpo) - 4:02
21. Oveja negra - 4:01
22. No sé bien porqué - 5:06
23. Sin poderme encontrar - 3:16
24. Problemas - 3:14
25. El pan de los ángeles - 3:53
26. Difícil - 2:53
27. En nombre de Dios - 3:44
28. Pasión por el ruido - 3:10